# Китайська велетенська саламандра
Китайська велетенська саламандра (Andrias davidianus) — найбільша саламандра у світі, що досягає довжини 115—165 см, ваги 25—30 кг. Походить з території Китаю та знаходиться під загрозою знищення. Ця саламандра має велику голову, маленькі очі й темну зморшкувату шкіру. Вона живе у холодних гірських потоках, де харчується комахами, жабами та рибою. Китайська велетенська саламандра має дуже слабкий зір, тому вона залежить від спеціальних сенсорних вузлів на лобі, відчуваючи навіть найлегший рух у воді.